# Juan Sánchez Andrade
Juan Marcelo Sánchez Andrade (1962 o 1963, Cotacachi, Imbabura, Ecuador) es un muralista, escultor y ceramista ecuatoriano.

## Biografía
Nació en Cotacachi, provincia de Imbabura, Ecuador, y aprendió el oficio de la cerámica entre los 3 a 5 años de edad por parte de su padre que laboraba con arcilla. Desde chico mostraba un gran talento, que cuando entregaba los trabajos de dibujo en la escuela, su maestra lo regañaba pensando que su mamá le hacía los dibujos y le decía que no le calificaría hasta que él mismo los haga, esto deprimía a Sánchez, hasta que con el tiempo su maestra se dio cuenta del talento que él tenía. Terminó sus estudios hasta la secundaria, pero gracias a su vocación por el arte y relacionarse con grandes artistas logró desarrollar su talento.
Sus primeros pasos profesionales en el arte fue en su llegada a Guayaquil en 1992, cuando realizó el mural Guayaquil antiguo, en las columnas del puente vehicular frente al Centro Comercial Mall del Sol. Ha realizado alrededor de 7 murales en Guayaquil. Luego de realizar esta obra surgió la idea de realizar monumentos representativos de las ciudades de Ecuador, los cuales los elabora con cerámica, pero antes prepara unos bocetos en arcilla y cuando ya tiene la idea plasmada de lo que desea, lo muestra a las autoridades municipales respectivas para que aprueben el proyecto.
La primera escultura que realizó en Guayaquil, fue el de La imponente Iguana, en honor a dichos animales emblemáticos de la ciudad que son parte del ecosistema que predominaba antes y que aún se los pueden apreciar en algunos sectores de la urbe, comúnmente en ciertos parques como lo es el Parque Seminario. La idea de este proyecto fue con el alcalde León Febres-Cordero después de ver un mural en el que el artista colaboró, pero la obra se realizó durante la alcaldía de Jaime Nebot. La segunda escultura que realizó en Guayaquil, fue El colorido Papagayo, un ave endémica de las zonas de la provincia del Guayas y Santa Elena, que está en peligro de extinción. Su tercera escultura es El travieso Mono Machín, un mono endémico de la ciudad que realizó en 2011, el cual costó mucho trabajo al momento de plasmar en cerámica los pelos del animal. También se planteó en no colocarle los órganos sexuales, pero finalmente se los cubrió con una hoja de la rama en la que está colgado el mono en la escultura. La Orquídea es la cuarta escultura en honor a esta planta endémica y representativa de la ciudad, cuyo nombre científico es orquídea encyclia angustiloba schlts. Entre todas estas esculturas, La imponente Iguana es la más baja de alto, pero sin embargo es la que más piezas de cerámica tomó en hacerla, con alrededor de ciento veinte mil piezas y una altura de diez metros, mientras que El colorido Papagayo cuenta con setenta mil piezas y doce metros de altura, El travieso Mono Machín con ciento diez mil piezas y 15 metros siendo el más alto y La Orquídea mide catorce metros. Ha creado hasta 2017, once obras de regeneración urbana en Guayaquil.
En la ciudad de Milagro, realizó tres monumentos denominados La Ruta de los Viveros, que le tomó alrededor de 180 días en terminar, siendo los tres monumentos Un colibrí y una flor, la reestructuración de la Piña y una Guitarra, los cuales miden aproximadamente quince metros cada uno.
También se dedica ha realizar sus artesanías, las cuales vende en el Mercado Artesanal de Guayaquil. Tiene su taller en Jipijapa, Manabí, donde vive.